# UFC Fight Night: Volkov vs. Aspinall
UFC Fight Night: Volkov vs. Aspinall (también conocido como UFC Fight Night 204 y UFC on ESPN+ 62) fue un evento de artes marciales mixtas producido por Ultimate Fighting Championship que tuvo lugar el 19 de marzo de 2022 en el The O2 Arena en Londres, Inglaterra.

## Antecedentes
El evento será el primero en Londres desde UFC Fight Night: Till vs. Masvidal en marzo de 2019. Se esperaba que la UFC volviera a la ciudad en marzo de 2020 en UFC Fight Night: Woodley vs. Edwards y en septiembre de 2021 en UFC Fight Night: Brunson vs. Till, pero el primer evento fue cancelado debido a la pandemia de COVID-19, y el segundo fue reubicado en Las Vegas.
Se espera que el combate de peso pesado entre los ex Campeones Mundiales de Peso Pesado de Bellator Aleksandr Vólkov y Tom Aspinall encabece el evento. Originalmente se esperaba que Aspinall se enfrentara a Shamil Abdurakhimov, pero después de que fuera retirado en favor del lugar del evento principal, Abdurakhimov fue reprogramado contra Sergei Pavlovich en su lugar.
En el evento estaba previsto un combate de peso gallo entre Jack Shore y Umar Nurmagomedov. Sin embargo, Nurmagomedov fue retirado del combate por razones no reveladas y sustituido por Timur Valiev.
Un combate de peso mosca entre Jake Hadley y Francisco Figueiredo estaba programado para este evento. Sin embargo, Figueiredo se retiró del combate por razones no reveladas y fue sustituido por Allan Nascimento. Hadley finalmente tuvo que retirarse debido a una lesión y el combate fue cancelado.
Un combate de peso ligero entre Jai Herbert y Mike Davis estaba programado para el evento. Sin embargo, Davis se retiró del combate por motivos personales y fue sustituido por Ilia Topuria.
Se esperaba que Cláudio Silva se enfrentara a Gunnar Nelson en un combate de peso wélter. Sin embargo, Silva se retiró a principios de marzo debido a una lesión en la rodilla. Fue reemplazado por Takashi Sato.
Para este evento se programó un combate de peso gallo entre Liudvik Sholinian y Nathaniel Wood. Sin embargo, debido a la invasión rusa de Ucrania, el luchador ucraniano Sholinian no pudo salir del país ni entrenar adecuadamente, por lo que fue sustituido por Vince Morales. A su vez, días antes del evento, Morales se retiró por enfermedad, y la pareja será reprogramada para un futuro evento.

## Premios de bonificación
Los siguientes luchadores recibieron bonificaciones de $50000 dólares.
- Pelea de la Noche: No se otorgó ninguna bonificación.
- Actuación de la Noche: Tom Aspinall, Arnold Allen, Paddy Pimblett, Molly McCann, Ilia Topuria, Makwan Amirkhani, Sergei Pavlovich, Paul Craig, y Muhammad Mokaev